# Kovács Attila (történész)
Kovács Attila (Muraszombat, 1973. május 11. –) szlovéniai magyar történész.

## Életpályája
1994–1995 között az Eötvös Loránd Tudományegyetem történelem-antropológia szakán tanult. 1997–1998 között a Jordán Egyetemen arab nyelvet tanult. 1998-ban a Masaryk Egyetemen történelem-magyar nyelv és irodalom szakán diplomázott. 1998–1999 között a Masaryk Egyetem Vallástudományi Intézetének óraadó arab tanára volt. 1999-ben a Masaryk Egyetem vallástudomány szakán diplomázott. 1999–2006 között a pozsonyi Hieron című vallástudományi lap szerkesztőségi tagja volt.
2000–2001 között a pozsonyi Comenius Egyetem Vallástudományi részlegének Néprajz Tanszékén óraadóként dolgozott. 2000–2004 között a Szlovák Vallástudományi Társaság titkára, 2012–2014 között elnöke volt. 2001-ben és 2016-ban Marokkóban volt tanulmányúton. 2002–2011 között a pozsonyi Comenius Egyetem Vallástudományi részlegének Néprajz Tanszékén illetve Összehasonlító Vallástörténet Tanszékén szakmai asszisztensként tevékenykedett. 2004-ben Ph.D. fokozatot szerzett a pozsonyi Comenius Egyetem vallástudomány szakán. 2004–2008 között a Central European Religious Studies (CERES) szerkesztőségi tagja volt. 2005-től a Vámbéry Tudományos Kollégium tagja. 2005–2020 között a Phanteon című vallástudományi lap szerkesztőségi tagja volt. 2006-ban és 2014-ben Izraelben és Palesztinában tett tanulmányutat. 2007-ben, 2011-ben, valamint 2017-ben és 2019-ben Törökországban volt tanulmányúton. 2008-tól a pozsonyi Nový Orient című orientalisztikai lap szerkesztőségi tagja. 2009–2012 között az Axis Mundi című vallástudományi lap szerkesztőségi tagja, 2012–2020 között főszerkesztője volt.
2011-ben habilitált a pozsonyi Comenius Egyetem néprajz szakán. 2011-től a pozsonyi Comenius Egyetem Összehasonlító Vallástörténet Tanszék egyetemi docense. 2015-ben Iránba tett tanulmányutat. 2016-tól a Szlovák Orientalisztikai Társaság tagja. 2017-től az Academic Center of Shi’a Studies (Pozsony) igazgatója.

## Díjai
- Fiatal kutatók ösztöndíja (2006-2007)
- Vámbéry-díj (2020)